# ミドリムシ
ミドリムシ（緑虫）は、ユーグレナ植物門ユーグレナ藻綱ユーグレナ目に属する鞭毛虫の仲間であるミドリムシ属 Euglena の総称。商用の名称では、和名のミドリムシの代わりに学名のユーグレナを用いる場合も多い。古くはユーグレムシの名称が使われたこともある。本項目では E. gracilis や E. proxima などを含む、典型的なミドリムシに関して記述する。

## 特徴

細胞中央のピンク色の球は細胞核、多数見られる緑色の顆粒は葉緑体、上部の赤い点は euglena という名前の由来でもある眼点（eu- 真の、美しい＋glena 眼）。

淡水ではごく普通に見られる生物である。止水、特に浅いたまり水に多く、春から夏にかけて水田では頻繁に発生する。ミドリムシは大量発生することがあり、場所や時期にもよるが、春先に水が張られた水田で大量発生する場合が多い。
水が張られたばかりの水田などが色づくのは藻類の大量発生によるものでブルーム(bloom)と呼ばれ、多くは珪藻により茶色っぽく見えるが、深緑色の際はミドリムシによる場合がある。
水面に膜が張る、泡立ったりしている、水温が上がるなどして生育に適さない環境条件になると、細胞が丸くなってシスト様の状態となり、水面が緑色の粉を吹いたように見える。
ミドリムシは0.1mm以下の単細胞生物で、おおよそ紡錘形である。2本の鞭毛を持つが、1本は非常に短く細胞前端の陥入部の中に収まっているため、しばしば単鞭毛であると誤記述される。もう一方の長鞭毛を進行方向へ伸ばし、その先端をくねらせるように動かしてゆっくりと進む。細胞自体は全体に伸び縮みしたり、くねったりという独特のユーグレナ運動（すじりもじり運動）を行う。この運動は、細胞外皮であるペリクルの構造により実現されている。ペリクルは螺旋状に走る多数の帯状部で構成されており、一般的な光学顕微鏡観察においても各々の接着部分が線条として観察される。細胞の遊泳速度もさほど速くないので、初歩的な顕微鏡観察の題材に向く。
ミドリムシは正の走光性を示す。鞭毛の付け根には、ユーグレナという名の由来でもある真っ赤な眼点があるが、これは感光点ではない。感光点は眼点に近接した鞭毛基部の膨らみに局在する光活性化アデニル酸シクラーゼ (PAC) の準結晶様構造体である。真っ赤な眼点の役目は、特定方向からの光線の進入を遮り、感光点の光認識に指向性を持たせる事である。
細胞内には楕円形の葉緑体がある。葉緑体は三重膜構造となっており、二次共生した緑藻に由来する。従って緑藻同様、光合成色素としてクロロフィルa、bを持つ。ミドリムシでありながらオレンジ色や赤色を呈する種もあるが、これは細胞内に蓄積されたカロテノイドやキサントフィルによるものである。細胞内には貯蔵物質としてパラミロンというβ1,3-グルカンの顆粒も見られる。

## 系統
ミドリムシは、過去には、動物・植物のいずれにも分類され、植物学ではユーグレナ藻綱、動物学では原生動物門 鞭毛虫綱 の植物鞭毛虫などとして扱われた。しかし、ミドリムシと他の植物との間には葉緑体の存在以外に類似点がほとんどない。一方でキネトプラスト類に近く、共通点として特徴的なうちわ型のミトコンドリアクリステや、鞭毛軸糸に沿ったパラキシアルロッド、細胞前端の陥入部から生じる鞭毛、３種類の微小管性鞭毛根とその性質・配行，核分裂様式などがある。また、キネトプラスト類に似た構造の捕食装置が退化した形で見つかっている。独立栄養性ユーグレナとキネトプラスト類の間をつなぐ存在として、葉緑体をもたない、従属栄養性のユーグレナ種（Peranema、Petalomonas、 Entosiphonなど）がある。このことから、ユーグレナ類とキネトプラスト類を併せた新たな分類群としてユーグレノゾア門が提唱・設立され、ミドリムシはユーグレノゾア門に属する事となった。
ミドリムシを含むユーグレナ類 Euglenida は、系統的にはアフリカ睡眠病の病原体であるトリパノソーマを含むキネトプラスト類、ディプロネマ類 Diplonemea、Symbiontida と姉妹群であり、近年ではこれらをまとめたユーグレノゾアとしてエクスカバータの内部に含める。

## 利用
実用化
豊富な栄養素を持つことから、栄養補助食品（サプリメント）や野菜・果物ジュース、クッキーなどに加える食材として使われている。
一部実用化
養魚用配合飼料（シラスウナギ、ヤイトハタニジマスなど）。ただし、稚魚に直接与えるのではなく、アルテミア幼生の栄養強化のためにユーグレナ配合飼料を与える。一方、未加工で与えた場合はソウギョなどの魚種によっては消化されないことが報告されている。
研究段階
食用としての用途拡大や、ミドリムシを用いたバイオ燃料の製造、医療・環境改善などへ応用する研究が進んでいる。
2013年1月9日、産業技術総合研究所が、ミドリムシ由来成分が約70%を占めるバイオマスプラスチックの生成に成功した。

## 名称
Euglena の由来は、ラテン語の「eu」（美しい）と「glena」 （眼点）とされる。ミドリムシの名は、広義にはミドリムシ植物 Euglenophyta（≒ 現在のユーグレナ類 Euglenida）全体の総称として用いられる。鞭毛運動をする動物的性質を持ちながら、同時に植物として葉緑体を持ち光合成を行うため、「単細胞生物は動物／植物の区別が難しい」という話の好例として挙げられることが多い。これはミドリムシ植物がボド類のような原生動物と緑色藻類との真核共生により成立したと考えられる生物群であるためである。それゆえミドリムシ植物には Peranema 属のように葉緑体を持たず捕食生活を行う生物群も現存する。

## 関連フィクション
- 藤田勇利亜『ミドリノユーグレ』少年チャンピオン・コミックス
- オーパーツボーイ『ソーラーボーイ』comico

## 関連文献
- ミドリムシに対する強磁場の影響 環境科学会誌 Vol.13 (2000) No.1 P61-67 doi:10.11353/sesj1988.13.61